# 講御堂寺
講御堂寺（こうみどうじ）は奈良県五條市五條1-1-14にある律宗の寺院である。

## 歴史
空海の開基と伝わり、真言宗の寺であったとされる。江戸時代中期（1740年頃？）に栄雄阿闇梨が中興し、唐招提寺末となった。荒廃していた唐招提寺の再興に尽くし、鑑真和上坐像の里帰りを実現した森本孝順（きょうじゅん）が長年住職をしていた。

## 文化財
- 木造阿弥陀如来坐像＜本尊＞（奈良県指定文化財）
- 木造阿弥陀如来坐像＜前立＞（奈良県指定文化財）
- 木造観音菩薩立像（奈良県指定文化財）

## アクセス
JR和歌山線五条駅　徒歩10分